# Kenzo Suzuki
Pour les articles homonymes, voir Kenzo Suzuki (homonymie) et Suzuki (homonymie).
Kenzo Suzuki (鈴木憲蔵) est un astronome amateur japonais né en 1950 et découvreur prolifique d'astéroïdes. D'après le Centre des planètes mineures, il en a découvert un seul et co-découvert 41 avec Takeshi Urata et Toshimasa Furuta entre 1984 et 1992.
L'astéroïde (5526) Kenzo porte son nom.

## Astéroïdes découverts
| (3165) Mikawa        | 31 août 1984      |
| (3178) Yoshitsune    | 21 novembre 1984  |
| (3533) Toyota        | 30 octobre 1986   |
| (3733) Yoshitomo     | 15 janvier 1985   |
| (3828) Hoshino       | 22 novembre 1986  |
| (4035) Thestor       | 22 novembre 1986  |
| (4037) Ikeya         | 2 mars 1987       |
| (4212) Sansyu-Asuke  | 28 septembre 1987 |
| (4374) Tadamori      | 31 janvier 1987   |
| (4445) Jimstratton   | 15 octobre 1985   |
| (4488) Tokitada      | 21 octobre 1987   |
| (4538) Vishyanand    | 10 octobre 1988   |
| (4541) Mizuno        | 1er janvier 1989  |
| (4604) Stekarstrom   | 18 septembre 1987 |
| (4748) Tokiwagozen   | 20 novembre 1989  |
| (4941) Yahagi        | 25 octobre 1986   |
| (4945) Ikenozenni    | 18 septembre 1987 |
| (4998) Kabashima     | 5 novembre 1986   |
| (5240) Kwasan        | 7 décembre 1990   |
| (5482) Korankei      | 27 février 1990   |
| (5507) Niijima       | 21 octobre 1987   |
| (5592) Oshima        | 14 novembre 1990  |
| (5724) 1986 WE       | 22 novembre 1986  |
| (5843) 1986 UG       | 30 octobre 1986   |
| (6444) Ryuzin        | 20 novembre 1989  |
| (6448) 1991 CW       | 8 février 1991    |
| (6967) 1991 VJ3      | 11 novembre 1991  |
| (7237) Vickyhamilton | 3 novembre 1988   |
| (7298) Matudaira-gou | 26 novembre 1992  |
| (7518) 1989 FG       | 29 mars 1989      |
| (8351) 1989 EH1      | 10 mars 1989      |
| (9547) 1985 AE       | 15 janvier 1985   |
| (9865) Akiraohta     | 3 octobre 1991    |
| (10725) Sukunabikona | 22 novembre 1986  |
| (11478) 1985 CD      | 14 février 1985   |
| (11867) 1989 TW      | 4 octobre 1989    |
| (14357) 1987 UR      | 22 octobre 1987   |
| (16408) 1986 AB      | 11 janvier 1986   |
| (19138) 1989 EJ1     | 10 mars 1989      |
| (23456) 1989 DB      | 26 février 1989   |
| (26830) 1990 BB      | 17 janvier 1990   |
| (32775) 1986 WP2     | 29 novembre 1986  |